# Fascinus

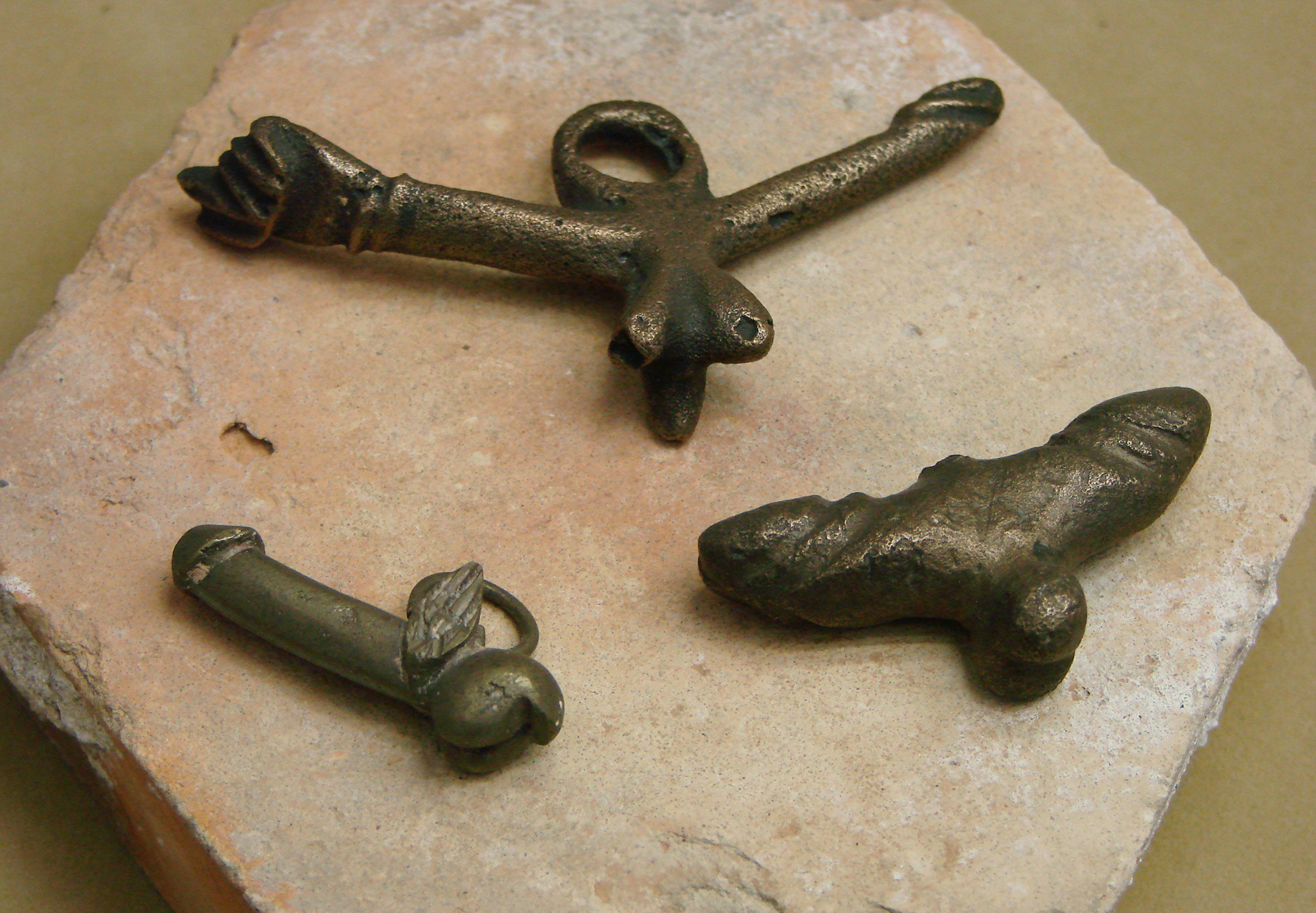
Fascina galorromanos en bronce.

El fascinus o fascinum, es la personificación del falo divino en la magia y religión de la Antigua Roma. La palabra puede referirse también a la propia deidad Fascino (Fascinus), a efigies y amuletos del falo y a hechizos utilizados para invocar su divina protección. Plinio el Viejo lo llama un medicus invidiae, un "doctor" o remedio para la envidia (invidia) o el mal de ojo.

## Religión pública
Las vírgenes vestales guardaban el culto al fascinus populi Romani -la sagrada imagen del falo-, que era uno de los símbolos de seguridad del estado (sacra Romana). Se asocia así con el Paladio. Mitos romanos, como el engendramiento de Servio Tulio, sugieren que este falo fue una encarnación de un poder generativo masculino localizado en el hogar, considerado como sagrado. Cuando un general celebraba un triunfo, las vestales colgaban una efigie del fascinus en la parte inferior de su carro para protegerlo de la invidia.
Agustín de Hipona, cuya fuente principal sobre religión romana fueron las obras teológicas perdidas de Marco Terencio Varrón, señalaba que una imagen fálica era llevada en procesión cada año en la fiesta del Liber Pater, el dios romano identificado con Dioniso o Baco, con el fin de proteger los campos de la compulsión mágica de la fascinatio (encantamiento, embrujo, hechizo).

## Símbolo mágico

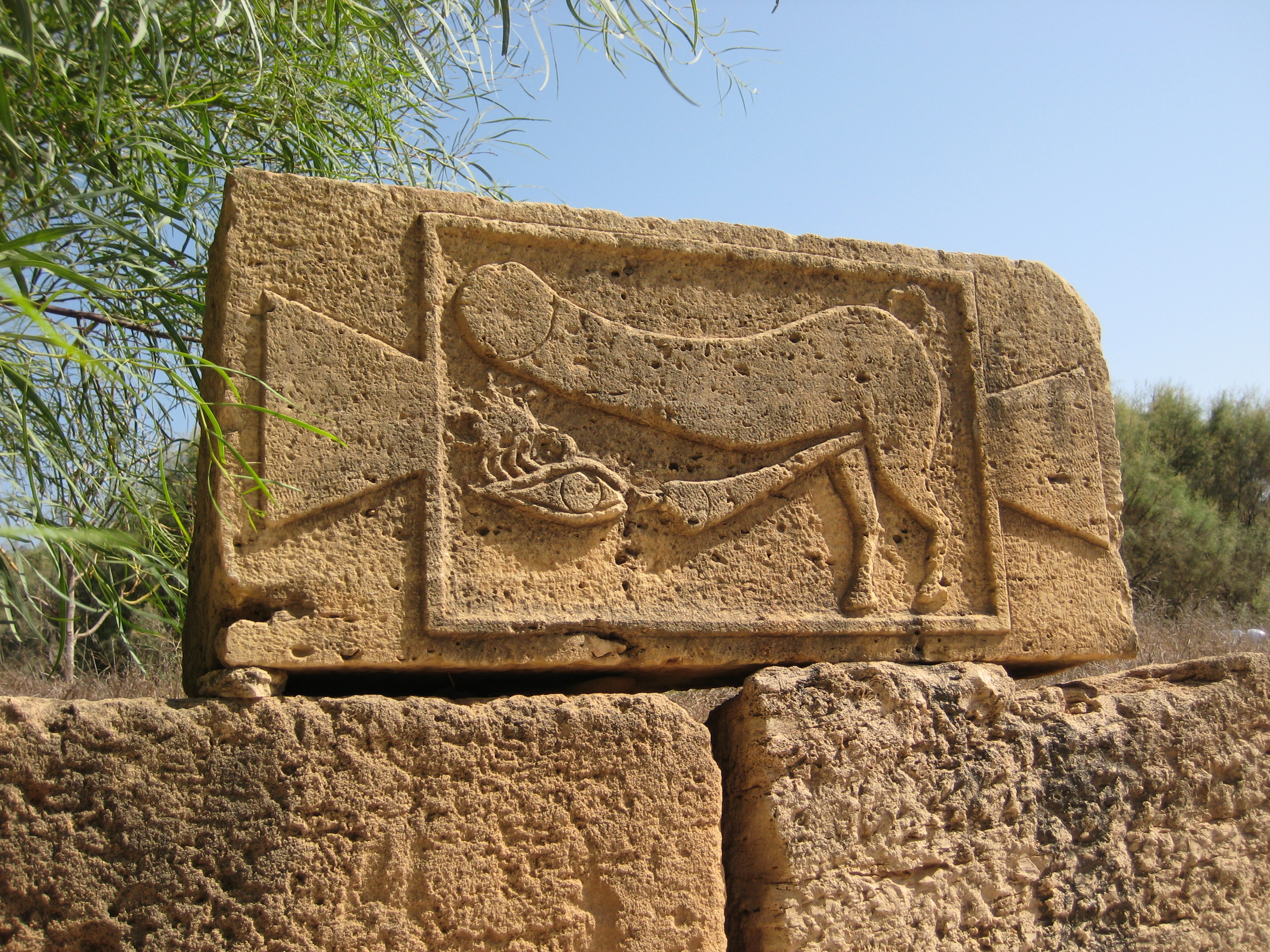
Bajo relieve de un falo con patas eyaculando en un ojo maligno donde un escorpión se asienta, de Leptis Magna.

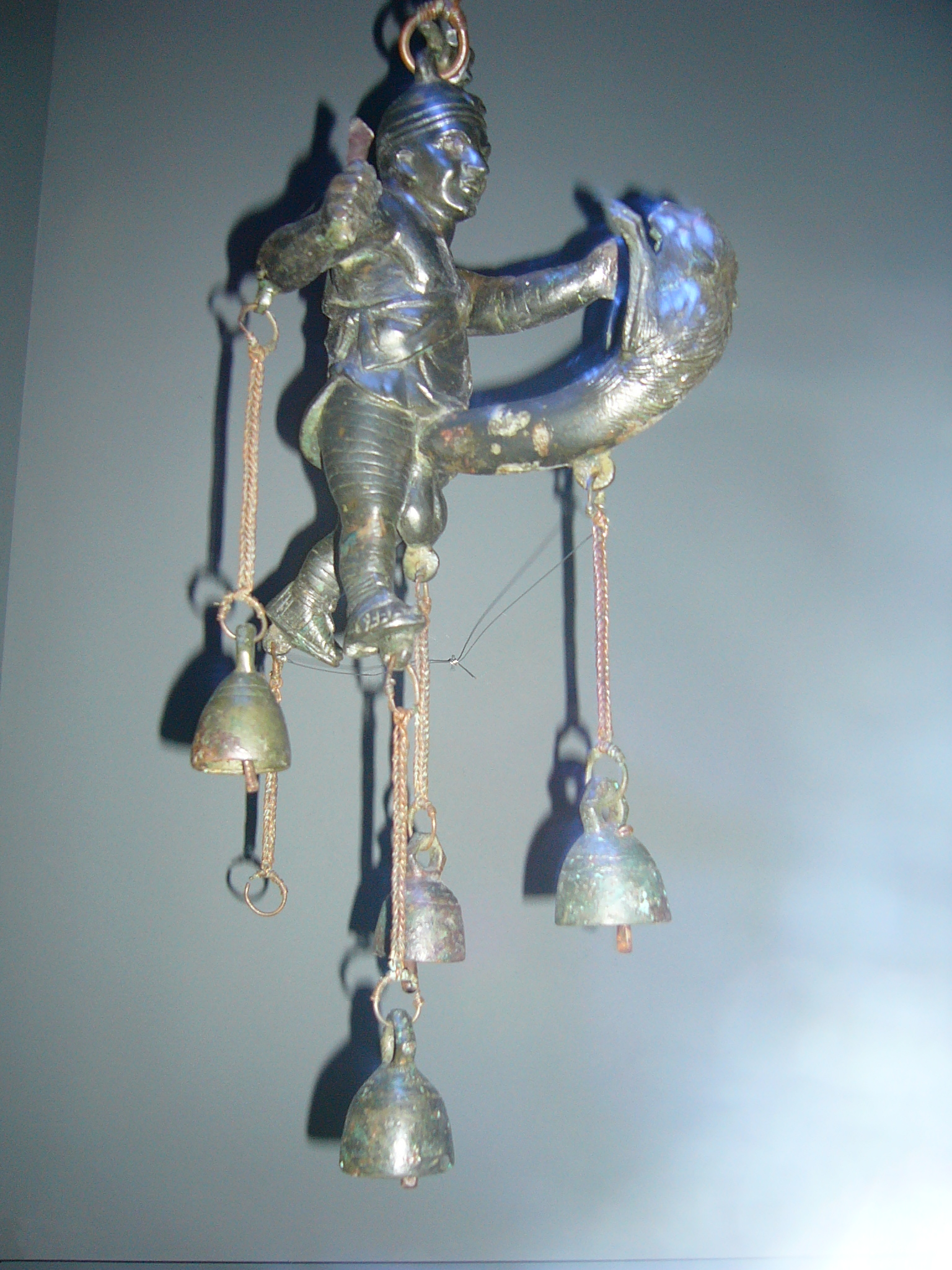
Un tintinnabulum de Herculano, con el falo como una bestia con la que el macho humano entra en combate.

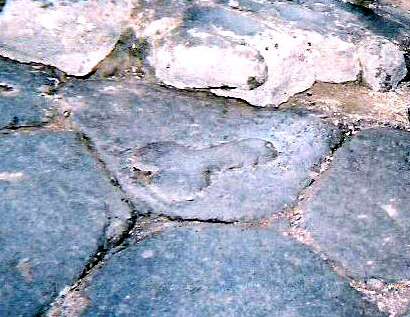
Falo inscrito en pavimento de piedra en Pompeya.

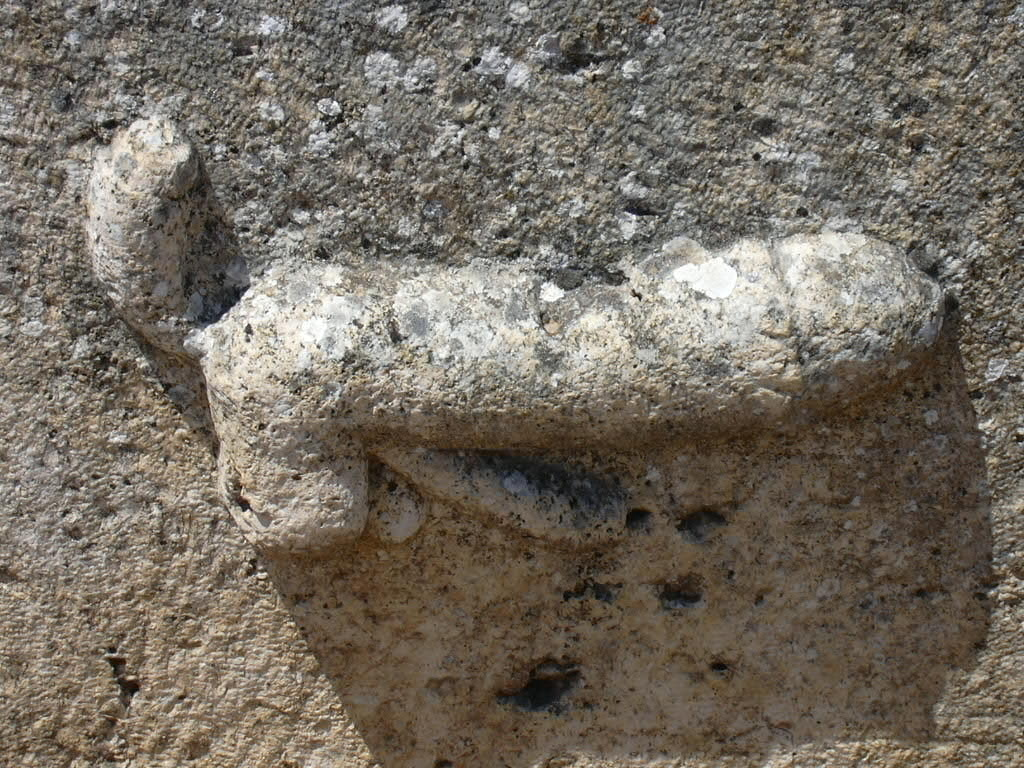
Bajorrelieve con símbolo fálico en Clunia, Burgos, España.

Por su poder apotropaico, una representación gráfica del poder del fascinus para alejar el mal de ojo se encuentra en un mosaico romano que representa un falo eyaculando en un ojo sin cuerpo. El motivo también es conocido en múltiples relieves de Leptis Magna en la actual Libia. Una figurilla de terracota del siglo I a. C. muestra "dos pequeños falos serrando un globo del ojo por la mitad".
Los amuletos fálicos, a menudo alados, fueron omnipresentes en la cultura romana, desde joyas a campanas y de campanillas a lámparas. El fascinus fue pensado especialmente para alejar el mal de los niños ( principalmente muchachos) y de los generales que habían obtenido victorias. Plinio señala la costumbre de colgar un amuleto fálico en el cuello de un bebé, y también se han encontrado ejemplos de anillos que llevan falos, demasiado pequeños para ser llevados por otros que no fuesen niños.
El "amuleto del puño y el falo" era frecuente entre los soldados. Eran colgantes fálicos con la representación de un puño (generalmente) cerrado en la parte inferior del eje, en dirección opuesta al glande. Varios ejemplos muestran el puño haciendo el manus fica o "figa", símbolo de buena suerte. La mayor colección conocida viene de Camulodunum.

## Etimología
La etimología de la palabra fascinus(también fascinum-i) se ha disputado desde la antigüedad: Aulo Gelio citado por Cloatio Vero, la deriva del griego βασκανία, que quiere decir "calumnia", pero también significa "encantamiento o hechizo, miembro viril"(Varron, Horacio)ref. dicc. Latín-español ed. Sopena. En consecuencia βασκάνιον es un remedio contra el encantamiento.
Catulo lo utiliza como verbo al final de Carmen 7, un poema endecasílabo que manda a su amante Lesbia, donde expresa su infinito deseo de besos que no se pueden contar por aquellos "fascinados" (bajo un hechizo) por una lengua maliciosa. Tal gozo, como también en Carmen 5, potencialmente atrae la invidia.
Los versos fescenninos, canciones satíricas y, a menudo, lascivas o cantos realizados en diversos acontecimientos sociales, pueden haber sido llamados así, por su derivación del fascinum. Fuentes antiguas proponen esta etimología, junto a otro posible origen derivado de Fescennia, un pequeño pueblo de Etruria.